# Dan Kennedy (soccer)
Pour les articles homonymes, voir Daniel Kennedy et Kennedy.
Dan Kennedy est un joueur américain de soccer né le 22 juillet 1982 à Fullerton en Californie. Il joue au poste de gardien de but.

## Biographie
Le 9 avril 2008, Kennedy est transféré du Municipal Iquique au Chili à la MLS et le Chivas USA.
Le 28 mai 2013, Dan Kennedy inscrit un but sur penalty contre les Blues de Los Angeles en US Open Cup. Le 11 avril 2017, Dan annonce son retrait du soccer professionnel en tant que joueur et rejoint alors l'équipe de média télévisuel du LA Galaxy où il a terminé sa carrière.